# Natacha Gachnang
Natacha Gachnang Buemi (27 de octubre de 1987, en Vevey, Suiza) es una piloto suiza de Fórmula 3. Su primo es el piloto de Fórmula 1 Sébastien Buemi.

## Carrera
El 17 de diciembre de 2008 se anunció que sería la primera mujer que pilotaría en la nueva antesala de la Fórmula 1, la Fórmula 2, obteniendo como mejor resultado un 7.º puesto en la penúltima carrera de la temporada. Disputó  el Campeonato de España de Fórmula 3, en el equipo Campos Racing, dirigido por el español Adrián Campos, Ganando la Copa de España en el 2008.
Algunos diarios apuntaron que Gachnang podría convertirse en la primera mujer en dar el gran salto a la Fórmula 1 en el nuevo milenio.
En 2010 Natacha corrió las 24 Horas de Le Mans.